# Bundesverband professioneller Bildanbieter
Der Bundesverband professioneller Bildanbieter (kurz: BVPA) ist ein Interessenverband für deutsche Pressebild-Agenturen und Bildarchive. Er wurde 1970 von 18 Bildagenturen in Berlin  unter dem Namen Bundesverband der Pressebild-Agenturen und Bildarchive gegründet und 2014 zu Bundesverband professioneller Bildanbieter umbenannt. Fünfzig Jahre nach der Gründung (Stand Anfang 2020) sind knapp 70 Bildagenturen Mitglied.
Der Verband veröffentlicht die Mittelstandsgemeinschaft-Foto-Marketing-Liste (kurz MFM-Liste, vgl. Mittelstandsgemeinschaft Foto-Marketing), die die – nach Meinung des BVPA marktüblichen – Honorare für Fotonutzungsrechte auflistet und stellenweise von Gerichten als Berechnungsmaßstab herangezogen wird.